# Cseh Imre (katonatiszt)
alsó-csernátoni Cseh Imre (névváltozat: Csernátoni Cseh Imre; Csernáton, 1805 – Konstantinápoly, 1852) magyar honvédszázados, a száműzetésben Kossuth Lajos tolmácsa és török nyelvtanára.

## Élete
Az 1848–49-es forradalom és szabadságharc előtt 16 évig Törökországban élt, melyről munkát adott ki. A szabadságharc előtt hazajött és mint honvédszázados részt vett Háromszék önvédelmi harcában, ahol szervező tehetsége, hősi bátorsága, valamint diplomáciai ügyessége által egyaránt kitűnt. A szabadságharc után kelet felé menekült; Kütahyában mint Kossuth Lajos tolmácsa és török nyelvtanára működött, szolgálatot tett a menekülteknek. Kossuth Lajos barátai és testőrei Kütahyában: Batthyány Kázmér, Mészáros Lázár, Asbóth Sándor, Gyurmán Adolf, Szőllősy János, Ács Gedeon, Ihász Dániel, s mellette voltak még Katona Miklós, Házmán Ferenc, Berzenczey László, Fráter Lajos, Koszta Márton stb. Egy török tiszt vezetése alatt 50 török dzsidás őrizte az elvesztett magyar szabadságharc száműzötteit.
Kossuth Lajos szerette volna magával vinni Cseh Imrét Londonba és Amerikába, de Cseh Imre nem tartott vele. Konstantinápolyba költözött, ahol 1852-ben elhunyt íngyulladásban. A grand-campói református temetőben van eltemetve, sírja fölé márványemléket helyeztek a konstantinápolyi magyarok.